# Harverd Dropout
Harverd Dropout é o segundo álbum de estúdio do rapper norte-americano Lil Pump. Seu lançamento ocorreu em 22 de fevereiro de 2019, através das gravadoras Tha Lights Global e Warner Records.
O álbum recebeu críticas mistas e estreou no sétimo lugar da Billboard 200. Conta com as participações de Kanye West, Smokepurpp, Offset e Quavo do trio Migos, Lil Uzi Vert, Lil Wayne, YG e 2 Chainz.

## Antecedentes
Lil Pump lançou seu álbum homônimo em outubro de 2017. Em janeiro de 2018, ele anunciou seu segundo projeto, Harverd Dropout, que foi concluído em abril do mesmo ano. O projeto foi inicialmente planejado para ser lançado em 17 de agosto de 2018, no 18º aniversário do rapper, mas foi adiado após Lil Pump "perder o álbum".
Após a prisão de Garcia em 29 de agosto de 2018, por dirigir sem habilitação, a equipe administrativa do cantor anunciou a data de lançamento do álbum para 14 de setembro. Uma semana depois, em 6 de setembro, Lil Pump em parceria com Kanye West, lançou o single "I Love It". O videoclipe contou com a presença da comediante Adele Givens e foi lançado em seu canal no YouTube por sua equipe enquanto esteve preso.
Em outubro de 2018 ele lançou o quarto single, "Multi Millionaire", em parceria com Lil Uzi Vert. Em 23 de janeiro, a data de lançamento foi novamente adiada. Pump, já fora da prisão, anunciou em seu Instagram a capa do álbum e o lançamento, marcado para 22 de fevereiro.
Em 21 de fevereiro, "Be Like Me", com Lil Wayne, foi lançado como o sétimo single. No dia seguinte o álbum foi disponibilizado em todas as plataformas digitais.

## Lista de faixas
Créditos adaptados através do TIDAL.
| N.º            | Título                                 | Compositor(es)                                                 | Produtor(es)                                 | Duração |  |
| 1.             | "Drop Out"                             | Gazzy Garcia Sebastian Baldeon                                 | Diablo                                       | 2:01    |  |
| 2.             | "Nu Uh"                                | Garcia Zain Siddiqui Miguel Curtidor David Morse Andrew Canton | MISOGI Danny Wolf David Morse                | 1:54    |  |
| 3.             | "I Love It" (com Kanye West)           | Kanye West Garcia Omar Pineiro                                 | West DJ Clark Kent CBMIX Barnett Ronny J [a] | 2:08    |  |
| 4.             | "ION" (com Smokepurpp)                 | Garcia Pineiro Baldeon Barnett                                 | Diablo CBMIX Smokepurpp                      | 2:22    |  |
| 5.             | "Fasho Fasho" (com Offset)             | Garcia Kiari Cephus Barnett                                    | CBMIX                                        | 2:58    |  |
| 6.             | "Racks on Racks"                       | Garcia Baldeon Christian Dold                                  | Diablo Diamond Pistols                       | 2:09    |  |
| 7.             | "Off White"                            | Garcia Timothy Johnson                                         | Fizzle                                       | 1:55    |  |
| 8.             | "Butterfly Doors"                      | Garcia Barnett                                                 | CBMIX                                        | 2:12    |  |
| 9.             | "Too Much Ice" (com Quavo)             | Garcia Quavious Marshall                                       | TreeGotti                                    | 2:52    |  |
| 10.            | "Multi Millionaire" (com Lil Uzi Vert) | Garcia Symere Woods Curtidor Dilip Venkatesh Korey Bryant      | Danny Wolf Venkatesh Hanzo                   | 2:50    |  |
| 11.            | "Vroom Vroom Vroom"                    | Garcia Ronald Spencer, Jr. Kevin Gomringer Tim Gomringer       | Ronny J CuBeatz                              | 1:54    |  |
| 12.            | "Be Like Me" (com Lil Wayne)           | Garcia Barnett Dwayne Carter, Jr.                              | CBMIX                                        | 4:00    |  |
| 13.            | "Stripper Name" (com YG e 2 Chainz)    | Garcia Keenon Jackson Tauheed Epps Johnson                     | Fizzle                                       | 3:02    |  |
| 14.            | "Drug Addicts"                         | Garcia Darius Lassiter Daniel Winsch                           | Dee Money Baby Winsch                        | 2:55    |  |
| 15.            | "Esskeetit"                            | Garcia Barnett                                                 | CBMIX Lil Pump                               | 3:01    |  |
| 16.            | "Who Dat"                              | Garcia Barnett Jaquan Allen                                    | CBMIX                                        | 2:03    |  |
| Duração total: | Duração total:                         | Duração total:                                                 | Duração total:                               | 40:21   |  |

Notas
- ↑[a]  significa co-produtor